# Nemertesia septata
Nemertesia septata är en nässeldjursart som först beskrevs av John Fraser 1938.  Nemertesia septata ingår i släktet Nemertesia och familjen Plumulariidae. Inga underarter finns listade i Catalogue of Life.